# 닥터 필굿 (밴드)

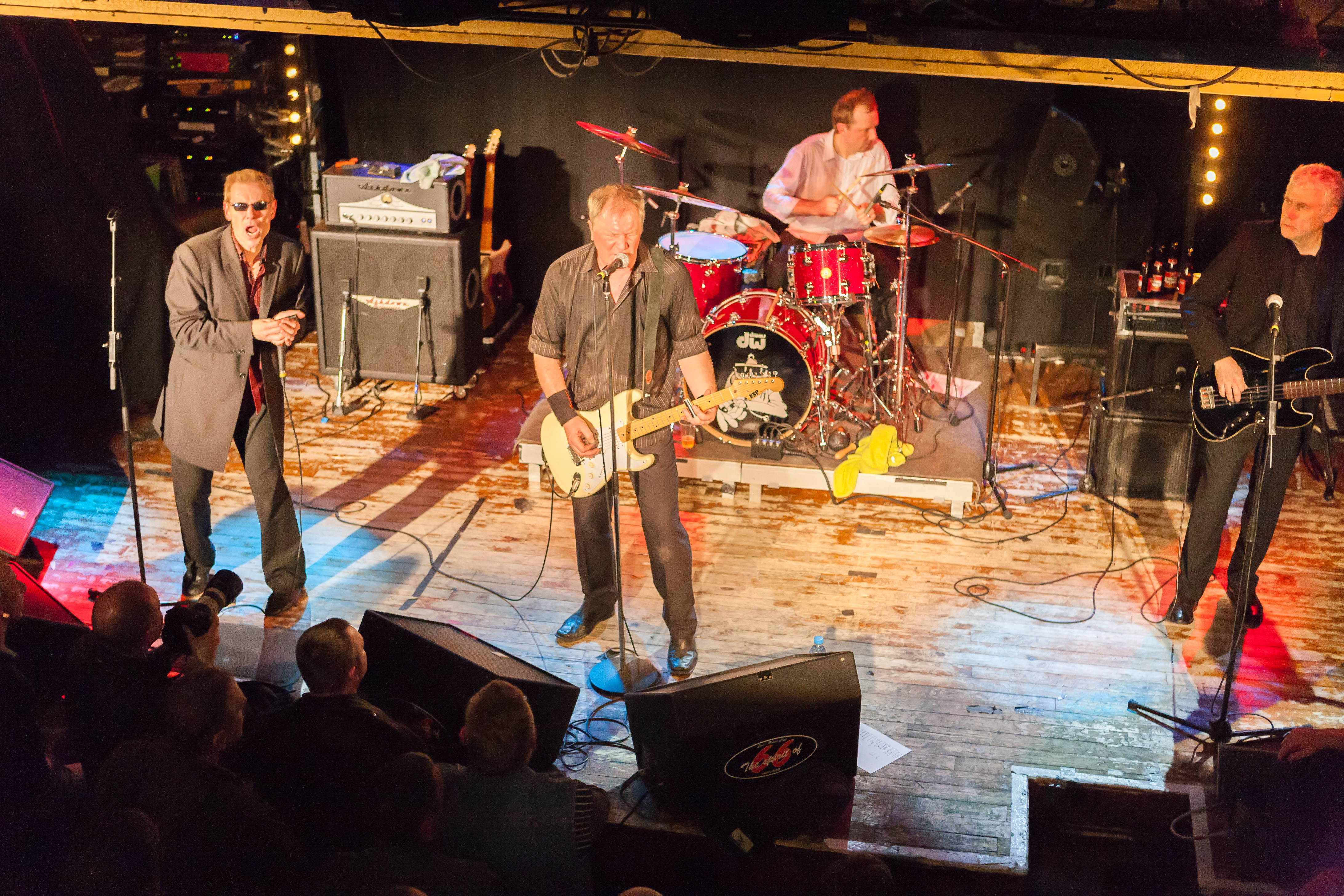
2009년 닥터 필굿의 공연 모습

닥터 필굿(Dr. Feelgood)은 197년 결성된 잉글랜드의 펍 록 밴드이다. 에식스주 캔비섬 출신인 밴드는 〈She Does it Right〉, 〈Back in the Night〉, 〈Roxette〉, 〈Milk and Alcohol〉과 같은 초기의 싱글로 잘 알려져 있다. 독창적인 잉글랜드식 리듬 앤 블루스 사운드는 윌코 존슨의 기타 스타일에 중점을 두고 있다. 존슨과 함께 초기 밴드의 라인업에는 가수 리 브릴로와 "스파코"로도 알려진 베이시스트 존 B. 스파크스의 리듬 섹션, "빅 피규어"로 불린 드러머 존 마틴 등이 있다. 1970년대 초반부터 중반까지가 상업적으로 가장 활동적인 시기였지만, 1994년 브릴로가 림프종으로 사망했음에도 밴드(창립 멤버는 아무도 포함되어 있지 않다)는 투어와 녹음을 계속하고 있다.

## 디스코그래피

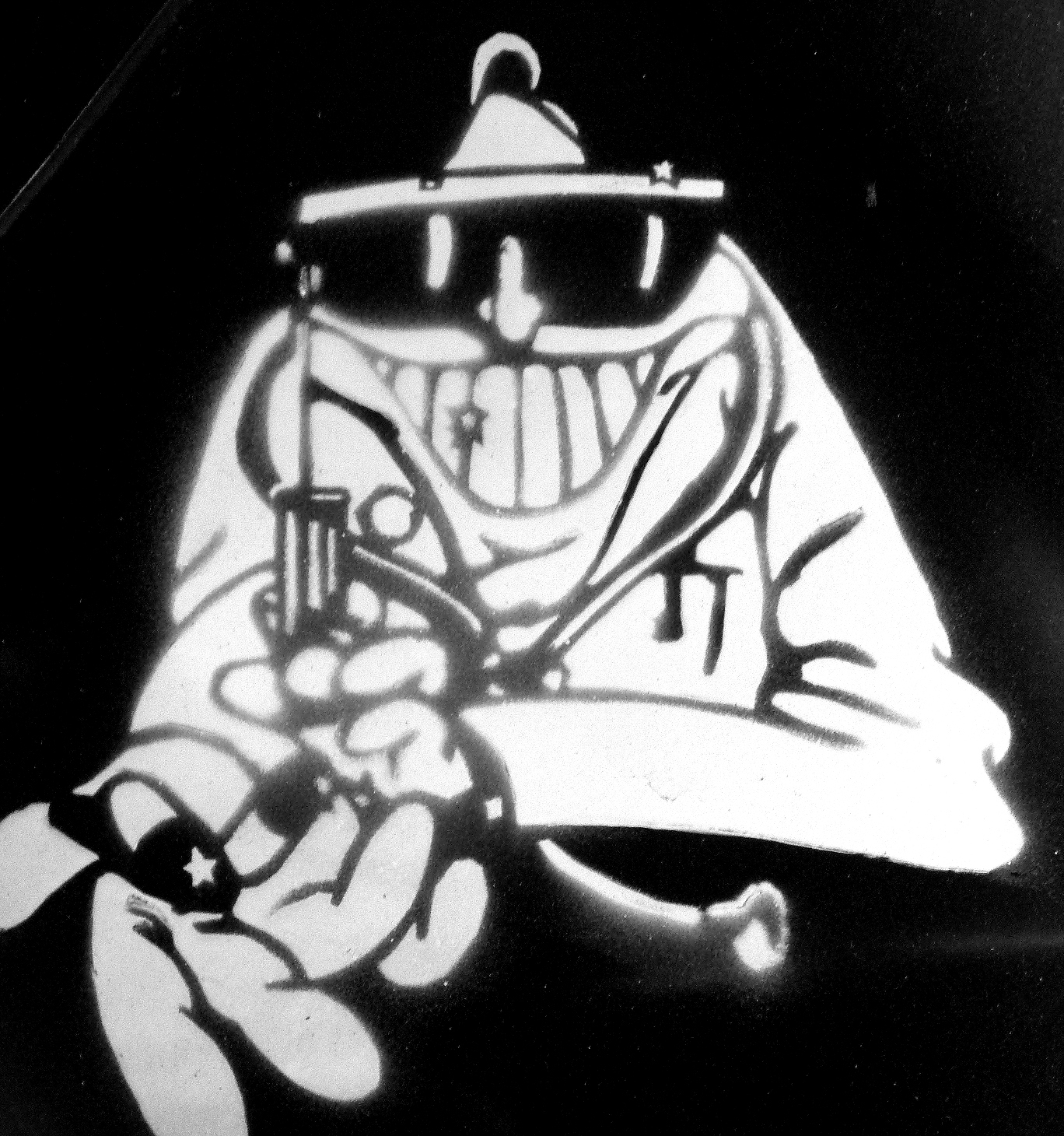
1970년대부터 1980년대 초반까지 사용하던 닥터 필굿의 마스코트

- Down by the Jetty (1975)
- Malpractice (1975)
- Stupidity (1976)
- Sneakin' Suspicion (1977)
- Be Seeing You (1977)
- Private Practice (1978)
- Let It Roll (1979)
- A Case of the Shakes (1980)
- Fast Women & Slow Horses (1982)
- Doctor's Orders (1984)
- Mad Man Blues (1985)
- Brilleaux (1986)
- Classic (1987)
- Primo (1991)
- The Feelgood Factor (1993)
- On the Road Again (1996)
- Chess Masters (2000)
- Repeat Prescription (2006)

## 관련 서적
- Jost, Roland; Nättilä, Teppo, Mäkinen, Rauno – From Roxette To Ramona, Dr Feelgood And Wilko Johnson on Record – ISBN 3-033-00460-1
- Down by the Jetty – The Dr Feelgood Story by Tony Moon – Northdown Publishing 1997 (Rev 2002) – ISBN 1-900711-15-X